# Список умерших в 1007 году

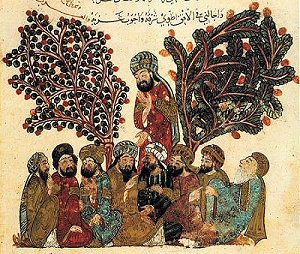
Бади аз-Заман аль-Хамадани.

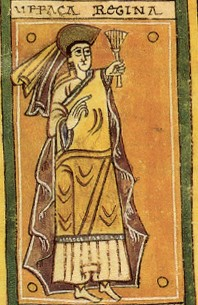
Уррака Фернандеc

## Январь
- 26 января — Бушар I — граф Вандома (956/967—1007), граф Корбейля и Мелена (973—1007).

## Март
- 9 марта — Абу Раква[нем.] — руководитель восстания против Фатимидов

## Октябрь
- 31 октября — Херигер Лоббский — католический богослов, агиограф, историк, настоятель Лоббского монастыря (990—1007).

## Дата неизвестна или требует уточнения
- Бади аз-Заман аль-Хамадани — арабский писатель, создатель жанра макамы
- Императрица Го[англ.] — китайская императрица-консорт из империи Сун с 997 года, супруга императора Жэнь-цзуна
- Джованни I (II)[итал.] — князь Салерно (981—982), герцог Амальфи (1004—1007)
- Добрыня — воевода киевского князя Владимира I Святославича.
- Манджутакин — фатимидский военачальник
- Ландульф VII — князь Капуи с 1000 года.
- Себастьян[англ.] — епископ Эстергома (1002—1007)
- Маслама аль-Маджрити — мусульманский астроном, химик, математик и экономист
- Уррака Фернандес — королева-консорт Леона (951—956; супруга короля Ордоньо III) и (958—960; супруга короля Ордоньо IV), королева-консорт Наварры (970—994; супруга короля Санчо II Абарки)
- Юэ Ши — китайский писатель.